# Liste de films français sortis en 1943
Listes de films français
- 1939
- 1940
- 1941
- 1942
- 1943
- 1944
- 1945
- 1946
- 1947

Liste non exhaustive de films français sortis en 1943 :
| Titre                            | Réalisateur                                 | Distribution                                        | Genre              | Notes                     |
| -------------------------------- | ------------------------------------------- | --------------------------------------------------- | ------------------ | ------------------------- |
| À la belle frégate               | Albert Valentin                             | Michèle Alfa, René Dary, René Lefèvre               | Drame              |                           |
| Adémaï bandit d'honneur          | Gilles Grangier                             | Noël-Noël, Georges Grey, Alexandre Rignault         | Comédie            |                           |
| Adieu Léonard                    | Pierre Prévert                              | Charles Trenet, Pierre Brasseur, Julien Carette     | Comédie            |                           |
| Adrien                           | Fernandel                                   | Fernandel, Paulette Dubost, André Gabriello         | Comédie            |                           |
| Les Ailes blanches               | Robert Péguy                                | Gaby Morlay, Irène Corday Jacques Dumesnil          | Drame              |                           |
| Les Anges du péché               | Robert Bresson                              | Renée Faure, Jany Holt, Sylvie                      | Drame              |                           |
| Après l'orage                    | Pierre-Jean Ducis                           | René Dary, Jules Berry, Suzy Prim                   | Comédie dramatique |                           |
| Arlette et l'Amour               | Robert Vernay                               | Josette Day, André Luguet, André Alerme             | Comédie romantique |                           |
| Au Bonheur des Dames             | André Cayatte                               | Michel Simon, Albert Préjean, Blanchette Brunoy     | Drame              |                           |
| L'Auberge de l'abîme             | Willy Rozier                                | Roger Duchesne, Janine Darcey, Aimé Clariond        | Drame              |                           |
| Le Baron fantôme                 | Serge de Poligny                            | Odette Joyeux, Jany Holt, Alain Cuny                | Conte fantastique  |                           |
| La Bonne Étoile                  | Jean Boyer                                  | Fernandel, Janine Darcey, Andrex                    | Comédie dramatique |                           |
| Le Brigand gentilhomme           | Émile Couzinet                              | Jean Weber, Robert Favart, Catherine Fonteney       | Aventure           |                           |
| Le Camion blanc                  | Léo Joannon                                 | Jules Berry, Blanchette Brunoy, François Périer     | Comédie dramatique |                           |
| Le Capitaine Fracasse            | Abel Gance                                  | Fernand Gravey, Assia Noris, Jean Weber             | Aventure           |                           |
| La Cavalcade des heures          | Yvan Noé                                    | Fernandel, Charles Trenet, Meg Lemonnier            | Comédie dramatique |                           |
| Ceux du rail                     | René Clément                                | -                                                   | Documentaire       | 17 min                    |
| Ceux du rivage                   | Jacques Séverac                             | Fernand Charpin, Aimé Clariond, Blanchette Brunoy   | Drame              |                           |
| Le Chant de l'exilé              | André Hugon                                 | Tino Rossi, Ginette Leclerc, Aimé Clariond          | Drame musical      |                           |
| La Chèvre d'or                   | René Barberis                               | Jean Murat, Yvette Lebon, Antonin Berval            | Drame              |                           |
| Le Colonel Chabert               | René Le Henaff                              | Marie Bell, Jacques Baumer, Raimu                   | Drame              |                           |
| Le Comte de Monte-Cristo         | Robert Vernay                               | Michèle Alfa, Aimé Clariond, Pierre Richard-Willm   | Drame              |                           |
| Le corbeau                       | Henri-Georges Clouzot                       | Pierre Fresnay, Ginette Leclerc, Pierre Larquey     | Drame              |                           |
| Coup de feu dans la nuit         | Robert Péguy                                | Jean Debucourt, Mary Morgan, Henri Rollan           | Drame              |                           |
| Des jeunes filles dans la nuit   | René Le Hénaff                              | Renée Faure, Fernand Ledoux, Denise Grey            | Comédie dramatique |                           |
| Les Deux Timides                 | Yves Allégret, Marc Allégret, Marcel Achard | Pierre Brasseur, Claude Dauphin, Jacqueline Laurent | Comédie            |                           |
| Domino                           | Roger Richebé                               | Fernand Gravey, Simone Renant, Bernard Blier        | Comédie dramatique |                           |
| Donne-moi tes yeux               | Sacha Guitry                                | Sacha Guitry, Geneviève Guitry, Marguerite Moreno   | Drame              |                           |
| Douce                            | Claude Autant-Lara                          | Odette Joyeux, Roger Pigaut, Madeleine Robinson     | Comédie dramatique |                           |
| L'École de Barbizon              | Marco de Gastyne                            | Raymond Rognoni, Lucien Blondeau                    | Court métrage      | 29 min                    |
| L'Épouvantail                    | Paul Grimault                               | -                                                   | Image animée       | 10 min                    |
| L'Escalier sans fin              | Georges Lacombe                             | Pierre Fresnay, Madeleine Renaud, Suzy Carrier      | Drame              |                           |
| L'Éternel Retour                 | Jean Delannoy                               | Jean Marais, Madeleine Sologne, Jean Murat          | Drame              |                           |
| La Ferme aux loups               | Richard Pottier                             | François Périer, Paul Meurisse, André Gabriello     | Comédie            |                           |
| Feu Nicolas                      | Jacques Houssin                             | Suzanne Dehelly, Jacqueline Gauthier, Rellys        | Comédie            |                           |
| Finance noire                    | Félix Gandéra                               | René Bergeron,Jacques Berlioz, Camille Bert         | Espionnage         |                           |
| Forces occultes                  | Jean Mamy                                   | Maurice Rémy, Marcel Vibert, Auguste Boverio        | Propagande         | dernier film de Jean Mamy |
| Fou d'amour                      | Paul Mesnier                                | Elvire Popesco, Henri Garat, Micheline Francey      | Comédie dramatique |                           |
| Goupi Mains Rouges               | Jacques Becker                              | Fernand Ledoux, Robert Le Vigan, Georges Rollin     | Drame              |                           |
| La Grande Marnière               | Jean de Marguenat                           | Fernand Ledoux, Jean Chevrier, Ginette Leclerc      | Drame              |                           |
| La Grande Pastorale              | René Clément                                | -                                                   | Documentaire       | 26 min                    |
| L'Homme de Londres               | Henri Decoin                                | Fernand Ledoux, Jules Berry, Suzy Prim              | Policier           |                           |
| L'Homme qui vendit son âme       | Jean-Paul Paulin                            | Michèle Alfa, André Luguet, Robert Le Vigan         | Drame              |                           |
| L'Honorable Catherine            | Marcel L'Herbier                            | Edwige Feuillère, Raymond Rouleau, André Luguet     | Comédie            |                           |
| L'Inévitable Monsieur Dubois     | Pierre Billon                               | André Luguet, Annie Ducaux, Mony Dalmès             | Comédie            |                           |
| Je suis avec toi                 | Henri Decoin                                | Pierre Fresnay, Yvonne Printemps, Luce Fabiole      | Comédie musicale   |                           |
| Jeannou                          | Léon Poirier                                | Michèle Alfa, Roger Duchesne, Saturnin Fabre        | Comédie dramatique |                           |
| Le Loup des Malveneur            | Guillaume Radot                             | Pierre Renoir, Madeleine Sologne, Gabrielle Dorziat | Film fantastique   |                           |
| Lucrèce                          | Léo Joannon                                 | Edwige Feuillère, Daniel Gélin, Jean Mercanton      | Drame              |                           |
| Lumière d'été                    | Jean Grémillon                              | Paul Bernard, Madeleine Renaud, Madeleine Robinson  | Drame              |                           |
| Madame et le Mort                | Louis Daquin                                | Michel Vitold, Marguerite Pierry, Pierre Renoir     | Policier           |                           |
| Mademoiselle Béatrice            | Max de Vaucorbeil                           | Gaby Morlay, André Luguet, Louise Carletti          | Comédie            |                           |
| Mahlia la métisse                | Walter Kapps                                | Käthe von Nagy, Jean Servais, Georges Paulais       | Drame              |                           |
| La Main du diable                | Maurice Tourneur                            | Pierre Fresnay, Josseline Gaël, Noël Roquevert      | Film fantastique   |                           |
| Malaria                          | Jean Gourguet                               | Mireille Balin, Sessue Hayakawa, Jacques Dumesnil   | Drame              |                           |
| Marie-Martine                    | Albert Valentin                             | Renée Saint-Cyr, Jules Berry, Bernard Blier         | Drame              |                           |
| Mermoz                           | Louis Cuny                                  | Robert-Hugues Lambert, Henri Vidal, Héléna Manson   | Biographique       |                           |
| Le Mistral                       | Jacques Houssin                             | Roger Duchesne, Ginette Leclerc, Fernand Charpin    | Comédie            |                           |
| Mon amour est près de toi        | Richard Pottier                             | Tino Rossi, Annie France, Paul Azaïs                | Comédie musicale   |                           |
| Monsieur des Lourdines           | Pierre de Hérain                            | Raymond Rouleau, Germaine Dermoz, Mila Parély       | Drame              |                           |
| Les Mystères de Paris            | Jacques de Baroncelli                       | Marcel Herrand, Yolande Laffon, Alexandre Rignault  | Comédie dramatique |                           |
| Ne le criez pas sur les toits    | Jacques Daniel-Norman                       | Fernandel, Robert Le Vigan, Meg Lemonnier           | Comédie dramatique |                           |
| Les Passagers de la Grande Ourse | Paul Grimault                               | -                                                   | Image animée       | 9 min                     |
| Picpus                           | Richard Pottier                             | Albert Préjean, Juliette Faber, Jean Tissier        | Drame              |                           |
| Pierre et Jean                   | André Cayatte                               | Renée Saint-Cyr, Noël Roquevert, Jacques Dumesnil   | Drame              |                           |
| Port d'attache                   | Jean Choux                                  | Michèle Alfa, René Dary, Édouard Delmont            | Comédie            |                           |
| Premier Prix du conservatoire    | René Guy-Grand                              | Elèves du conservatoire                             | Documentaire       | 23 min                    |
| Retour de flamme                 | Henri Fescourt                              | Renée Saint-Cyr, Roger Pigaut, André Brulé          | Comédie dramatique |                           |
| Les Roquevillard                 | Jean Dréville                               | Aimé Clariond, Mila Parély, Charles Vanel           | Comédie dramatique |                           |
| Le Secret de Madame Clapain      | André Berthomieu                            | Raymond Rouleau, Line Noro, Michèle Alfa            | Drame              |                           |
| Secrets                          | Pierre Blanchar                             | Pierre Blanchar, Marie Déa, Jacques Dumesnil        | Comédie dramatique |                           |
| La Sévillane                     | André Hugon Jorge Salviche                  | Antoñita Colomé, Jean Chevrier, Fernand Charpin     | Comédie dramatique |                           |
| Six petites filles en blanc      | Yvan Noé                                    | Jean Murat, Janine Darcey, Pierrette Caillol        | Drame              |                           |
| Le soleil a toujours raison      | Pierre Billon                               | Tino Rossi, Charles Vanel, Micheline Presle         | Comédie dramatique |                           |
| Le Soleil de minuit              | Bernard-Roland                              | Jules Berry, Josseline Gaël, Saturnin Fabre         | Aventure           |                           |
| Tornavara                        | Jean Dréville                               | Pierre Renoir, Mila Parély, Jean Chevrier           | Drame              |                           |
| Un seul amour                    | Pierre Blanchar                             | Pierre Blanchar, Micheline Presle, Gaby Andreu      | Drame              |                           |
| Une étoile au soleil             | André Zwoboda                               | Martine Fougère, Jean Davy, Robert Dhéry            | Comédie            |                           |
| Une femme dans la nuit           | Edmond T. Gréville                          | Viviane Romance, Georges Flamant, Claude Dauphin    | Drame              |                           |
| Une vie de chien                 | Maurice Cammage                             | Fernandel, Josseline Gael, Jim Gérald               | Comédie            |                           |
| Le Val d'enfer                   | Maurice Tourneur                            | Ginette Leclerc, Gabriel Gabrio, Gabrielle Fontan   | Drame              |                           |
| La Valse blanche                 | Jean Stelli                                 | Julien Bertheau, Lise Delamare, Ariane Borg         | Mélodrame          |                           |
| Vautrin                          | Pierre Billon                               | Madeleine Sologne, Georges Marchal, Michel Simon    | Comédie dramatique |                           |
| Vingt-cinq ans de bonheur        | René Jayet                                  | Denise Grey, Jean Tissier, Annie France             | Comédie            |                           |
| Voyage sans espoir               | Christian-Jaque                             | Jean Marais, Simone Renant, Paul Bernard            | Drame              |                           |
| Le Voyageur de la Toussaint      | Louis Daquin                                | Assia Noris, Jules Berry, Gabrielle Dorziat         | Policier           |                           |